# Колпино (Невельский район)
Колпино — деревня в Невельском районе Псковской области России. Входит в состав Ивановской волости. 

## География
Расположена к востоку от города Невель. 

## Население
| 2001 | 2002 | 2010 |
| ---- | ---- | ---- |
| 32   | ↗33  | ↘29  |

Численность населения деревни по оценке на начало 2001 года составляла 32 человека.